# Stazione di Sorbolo
Stazione di Sorbolo vasútállomás Olaszországban, Sorbolo településen.

## Vasútvonalak
Az állomást az alábbi vasútvonalak érintik:
- Parma-Suzzara-vasútvonal

## Kapcsolódó állomások
A vasútállomáshoz az alábbi állomások vannak a legközelebb:
- Chiozzola railway halt (Stazione di Parma, Parma-Suzzara-vasútvonal)
- Lentigione railway halt (Stazione di Suzzara, Parma-Suzzara-vasútvonal)